# Аджелесли
Аджелесли (на гръцки: Ατζελεσλή) е историческо село в Република Гърция, разположено на територията на дем Кукуш, област Централна Македония.

## География
Селото е било разположено на около 1 km югоизточно от Фанарли (Трипотамос).

## История

### В Османската империя
В XIX век Аджелесли е турско село в Авретхисарската каза на Османската империя.
Според статистиката на Васил Кънчов („Македония. Етнография и статистика“) в 1900 година Хаджи Елезли има 132 жители, всички турци.

### Гърция
В 1913 година след Междусъюзническата война селото попада в Гърция. В преброяванията от 1913 и 1920 година населението му е броено към това на Фанарли. Боривое Милоевич пише в 1921 година („Южна Македония“), че Аджилишли (Аџилишли) има 5 къщи турци. Турското му население се изселва в Турция в 1924 година и селото не е възобновено.